# Дорізон
Дорізо́н (порт. Dorizon) — містечко в штаті Парана, Бразилія, входить до складу муніципалітету Маллет.  Одне з найстаріших українських поселень. Населення 2051 особа (2000). Засновано 1895 з 600 українських родин (70 %) та поляків. 1903 у Доризоні відкрито залізничну станцію. За 7 км від містечка, на горі Серра-до-Тіґре, зведено греко-католицьку церкву святого Миколая (одна з найперших у Бразилії). 1922 у Доризоні відбувся Загальний конгрес українців Бразилії, де були присутні також митрополит Андрей Шептицький та представник уряду ЗУНР П. Карманський. На конгресі проголошено утворення Українського союзу в Бразилії. У середині 50-х рр. проживало близько 500 родин, переважно хліборобів.